# Chant (Donald Byrd)
Chant è un album di Donald Byrd, pubblicato dalla Blue Note Records nel 1979 (l'etichetta sul vinile conferma questa data di pubblicazione). Il disco fu registrato il 17 aprile 1961 al Van Gelder Studio di Englewood Cliffs, New Jersey (Stati Uniti).

## Tracce
Lato A
1. I'm an Old Cowhand – 7:36 (Johnny Mercer)
2. You're Next – 7:21 (Donald Byrd)
3. Chant – 8:53 (Duke Pearson)

Lato B
1. That's All – 9:33 (Alan Brandt, Bob Haymes)
2. Great God – 6:58 (Donald Byrd)
3. Sophisticated Lady – 4:32 (Duke Ellington, Irving Mills, Mitchell Parish)

## Musicisti
- Donald Byrd - tromba (tranne nel brano: Sophisticated Lady)
- Pepper Adams - sassofono baritono
- Herbie Hancock - pianoforte
- Doug Watkins - contrabbasso
- Eddy Robinson - batteria[3]